# Liocyma fluctuosa
Liocyma fluctuosa is een tweekleppigensoort uit de familie van de Veneridae. De wetenschappelijke naam van de soort is voor het eerst geldig gepubliceerd in 1841 door Gould.